# Química matemàtica
La química matemàtica és l'àrea de la química dedicada a les aplicacions noves i no trivials de les matemàtiques a la química, i s'ocupa principalment dels models matemàtics dels fenòmens químics. La química matemàtica fa un ús intensiu de la informàtica, però no s'ha de confondre's amb la química computacional.
Les principals àrees d'investigació en química matemàtica inclouen la teoria de grafs aplicada a la química, que tracta de la topologia, per exemple, l'estudi matemàtic de la isomeria i el desenvolupament de descriptors topològics o índexs que troben aplicació en les relacions estructura - activitat quantitativa, i els aspectes químics de la teoria de grups, que troben aplicacions en estereoquímica i química quàntica.
La història de l'enfocament matemàtic en la química es remunta a finals del segle xix. Georg Helm va publicar un tractat titulat "Els principis de Química matemàtica: l'energètica dels fenòmens químics" en 1894. Algunes de les publicacions científiques periòdiques contemporànies especialitzades en aquest camp són MATCH Communications in Mathematical and in Computer Chemistry, publicada per primera vegada el 1975, i el Journal of Mathematical Chemistry, publicat per primera vegada el 1987.
Els models matemàtics bàsics que empra la química matemàtica són el graf molecular i l'índex topològic.
El 2005, l'Acadèmia Internacional de Química Matemàtica (International Academy of Mathematical Chemistry IAMC) va ser fundada a Dubrovnik (Croàcia) per Milan Randić. El 2009, els membres de l'Acadèmia eren 82 científics de tot el món, entre els quals es troben el científic català Ramón Carbó-Dorca, així com sis científics guardonats amb el Premi Nobel.